# Seznam druhů rodu holubinka
Na této stránce se nachází nekompletní seznam druhů rodu holubinka (Russula).

## A

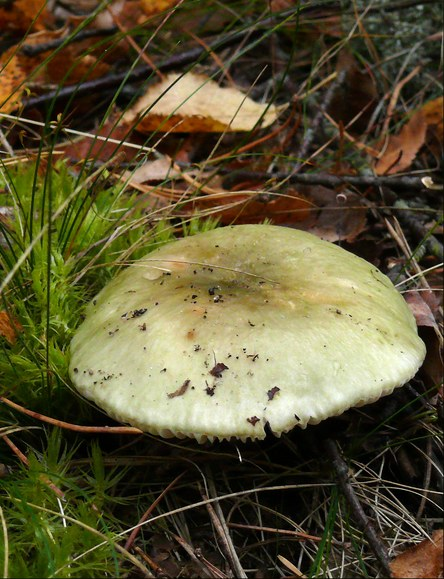
Holubinka trávozelená

- Russula abietum (J. Blum) Bon 1983
- Russula acetolens Rauschert 1989 – holubinka žlutá
- Russula acriannulata Buyck 1993
- Russula acrifolia Romagn. – holubinka ostrá
- Russula acriuscula Buyck 1988
- Russula acuminata Buyck 1988
- Russula adulterina Secr. – holubinka podvržená
- Russula adusta (Pers. ex Fr.) Fr. – holubinka osmahlá
- Russula aeruginea Lindbl. in Fr. 1863 – holubinka trávozelená
- Russula afronigricans Buyck 1989
- Russula albofloccosa Buyck 1990
- Russula albonigra (Krombh.) Fr. – holubinka černobílá
- Russula albospissa Buyck 1989
- Russula alnetorum Romagn. 1956 – holubinka olšinná
- Russula alutacea (Pers.:Fr.) Fr. – holubinka podrusá
- Russula amarissima Romagn. 1943 – holubinka nejhořčejší
- Russula amethystina Quél. – holubinka ametystová
- Russula amoena Quél. – holubinka půvabná
- Russula amoenicolor Romagn. – holubinka úhledná
- Russula amoenipes (Romagn. ex Bon) Bidaud, Moënne-Locc. & Reumaux 1996
- Russula amoenolens Romagn. – holubinka hřebílkatá
- Russula anatina Romagn. – holubinka kachní
- Russula anthracina Romagn. – holubinka uhlová
- Russula aquosa Leclair 1932 – holubinka vodnatá
- Russula atropurpurea (Krombh.) Britzelm. 1893 – holubinka zprohýbaná
- Russula atrorubens Quél. – holubinka tmavočervená
- Russula atrosanguinea Velen. – holubinka černěkrvavá
- Russula aurantiaca (Schaeff.) Romagn. 1967
- Russula aurea Pers. 1796 – holubinka zlatá
- Russula aurora Krombh. ss. Melz. et Zv. – holubinka jitřenková
- Russula azurea Bres. – holubinka azurová

## B

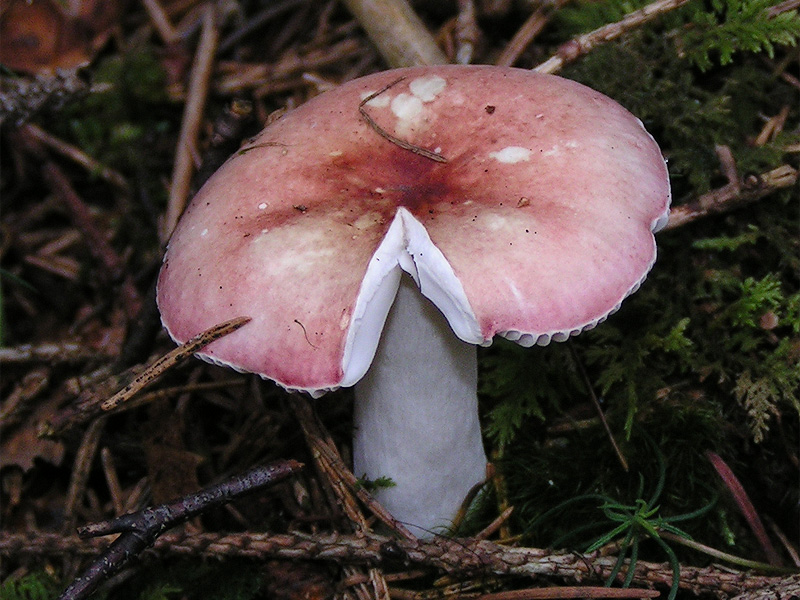
Holubinka březová

- Russula badia Quél. – holubinka brunátná
- Russula barlae Quél. – holubinka Barlova
- Russula betularum Hora 1960 – holubinka březová
- Russula borealis Kauffm. s. Sing. – holubinka severská
- Russula brunneoviolacea Crawsh. – holubinka hnědofialová

## C
- Russula caerulea (Pers.) Fr. 1838 – holubinka hořká
- Russula carminipes J. Blum 1954
- Russula carpini R. Girard & Heinem. – holubinka habromilná
- Russula cavipes Britzelm. 1893 – holubinka dutonohá
- Russula cessans A. Pearson – holubinka cihlová
- Russula chamiteae Kühner 1975

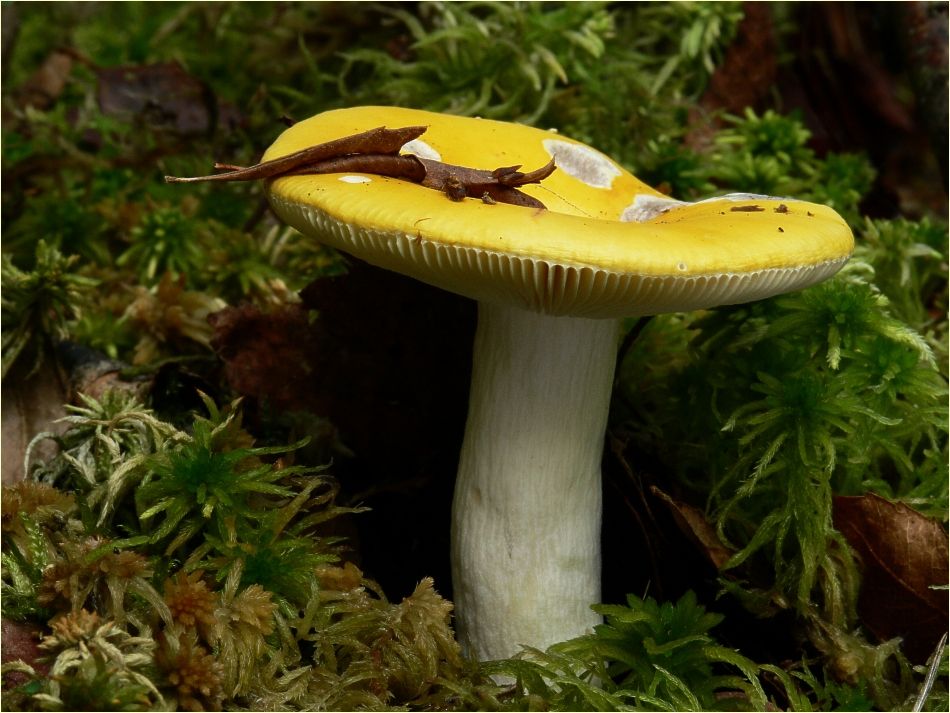
Holubinka chromová

- Russula chloroides (Krombh.) Bres. – holubinka sinavá
- Russula cicatricata Romagn. ex Bon – holubinka tchoří
- Russula clariana R.Heim ex Kuyper & Vuure 1985 – holubinka topolová
- Russula claroflava Grove 1888 – holubinka chromová
- Russula clavipes Velen. – holubinka kyjonohá
- Russula consobrina (Fr.) Fr. 1838 – holubinka smutná
- Russula cremeoavellanea Sing. – holubinka krémověoříšková
- Russula cuprea (Krombh.) J.E.Lange – holubinka měďová
- Russula curtipes F.H.Moller & Jul.Schäff. 1935 – holubinka krátkonohá
- Russula cyanoxantha (Schaeff.) Fr. 1863 – holubinka namodralá

## D
- Russula decipiens (Singer) Kühner & Romagn. 1985 – holubinka hájová
- Russula decolorans (Fr.) Fr. 1838 – holubinka odbarvená
- Russula delica Fr. – holubinka bílá
- Russula densifolia Secr. ex Gillet – holubinka hustolistá

## E
- Russula emetica (Schaeff. ex Fr.) S.F.Gray – holubinka vrhavka
- Russula emeticicolor Jul.Schäff. 1937 – holubinka vrhavkovitá
- Russula exalbicans (Pers.) Melzer & Zvára 1927

## F
- Russula faginea Romagn. – holubinka buková
- Russula farinipes Romell – holubinka pružná
- Russula favrei M.M.Moser 1979 – holubinka Favreho
- Russula fellea (Fr.:Fr.) Fr. – holubinka žlučová
- Russula firmula Jul.Schäff. – holubinka nelesklá
- Russula flavispora Romagn. 1967
- Russula foetens (Pers.) Pers. 1796 – holubinka smrdutá
- Russula font-queri Singer 1936
- Russula fragilis Fr. 1838 – holubinka křehká
- Russula fragrantissima Romagn. 1967 – holubinka nejvonnější
- Russula fusconigra M.M.Moser 1979
- Russula fuscorubroides Bon 1976

## G
- Russula galochroa (Fr.) Fr. – holubinka mléčná
- Russula gigasperma Romagn. – holubinka velkovýtrusná
- Russula gracillima Jul.Schäff. 1931 – holubinka štíhlá
- Russula grata Britzelm. 1898 – holubinka hořkomandlová
- Russula graveolens Romell – holubinka slanečková
- Russula grisea s.Romagn. et al.,non Fr. – holubinka doupňáková

## H
- Russula helodes Melzer 1929 – holubinka blaťácká
- Russula heterophylla (Fr.) Fr. – holubinka bukovka

## I

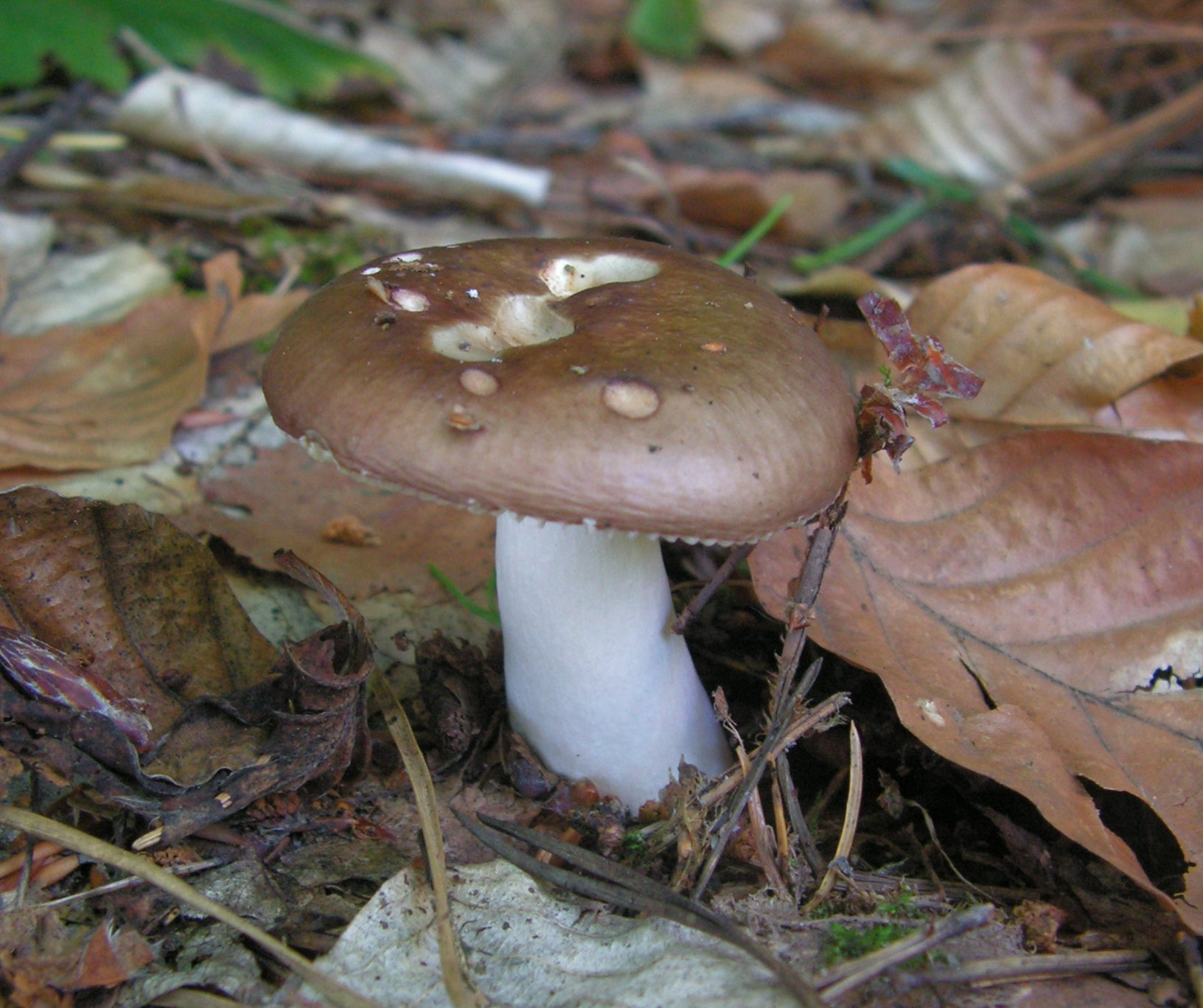
Holubinka celokrajná

- Russula illota Romagn. 1954 – holubinka tmavolemá
- Russula inamoena Sarnari 1994
- Russula innocua (Singer) Romagn. ex Bon 1982
- Russula insignis Quél. 1888
- Russula intactior (Jul.Schäff.) Jul.Schäff. 1939
- Russula integra (L.) Fr. 1838 – holubinka celokrajná
- Russula intermedia P. Karst. 1888 – holubinka Lundellova
- Russula ionochlora Romagn. 1952 – holubinka fialovozelená

## L
- Russula laccata Huijsman 1955
- Russula laeta Jul.Schäff. 1952
- Russula langei Bon 1970
- Russula laricina Velen. 1920 – holubinka modřínová
- Russula lateritia Quél. 1885
- Russula lepidicolor Romagn. 1962
- Russula lilacea Quél. 1876 – holubinka liláková
- Russula livescens (Batsch) Bataille – holubinka pruhovaná
- Russula longipes (Singer) Moënne-Locc. & Reumaux 2003 – holubinka dlouhotřenná
- Russula luteotacta Rea – holubinka citlivá

## M

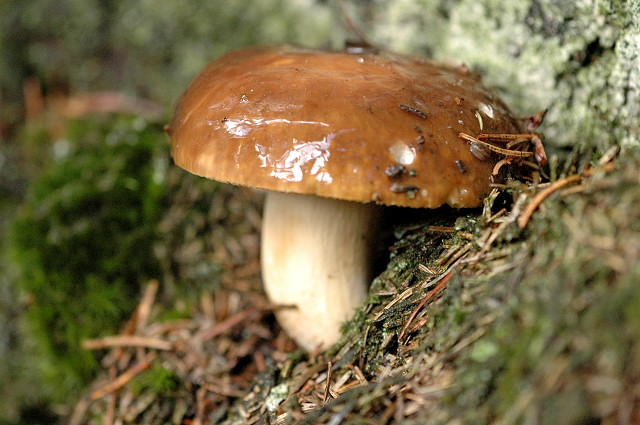
Holubinka kolčaví

- Russula maculata Quél. & Roze – holubinka skvrnitá
- Russula medullata Romagn. 1997 – holubinka dřeňová
- Russula melitodes Romagn. 1943
- Russula melliolens Quél. – holubinka medovonná
- Russula melzeri Zvára 1927 – holubinka Melzerova
- Russula minutula Velen. – holubinka maličká
- Russula mollis Quél. ss. Romagn. – holubinka měkká
- Russula mustelina Fr. 1838 – holubinka kolčaví

## N
- Russula nana Killerm. 1936

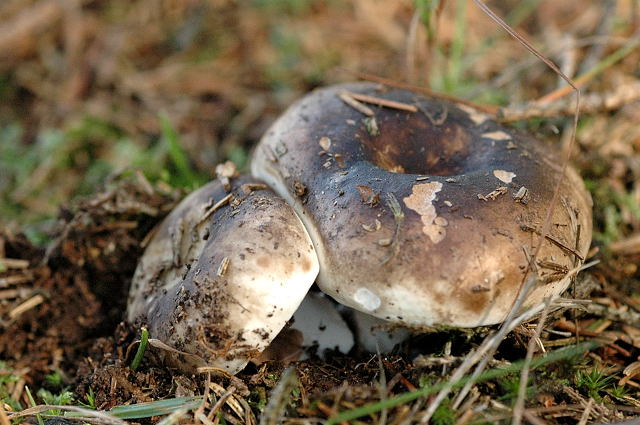
Holubinka černající

- Russula nauseosa (Pers.) Fr. 1838 – holubinka raná
- Russula nigricans (Bull. ex Mérat) Fr. – holubinka černající
- Russula nitida (Pers.) Fr. 1838 – holubinka lesklá
- Russula nobilis Velen. 1920 – holubinka nádherná

## O
- Russula ochroleuca (Pers.) Fr. 1838 – holubinka hlínožlutá
- Russula odorata Romagn. 1950 – holubinka vonná
- Russula olivacea (Schaeff.) Fr. 1838 – holubinka olivová
- Russula oreina Singer 1938

## P
- Russula pallidospora J.Blum ex Romagn. 1967 – holubinka bledovýtrusá
- Russula paludosa Britz. 1891 – holubinka jahodová
- Russula parazurea Jul.Schäff. – holubinka podmračná
- Russula pascua (F.H. Møller & Jul.Schäff.) Kühner 1975
- Russula pectinata (Bull.) Fr. 1838 – holubinka hřebenitá
- Russula pectinatoides Peck ss. Sing. – holubinka hřebínkatá
- Russula pelargonia Niolle 1941 – holubinka pelargoniová
- Russula persicina Krombh. – holubinka broskvová
- Russula poichilochroa Sarnari 1990
- Russula polychroma (Sing. ex. Hook) Fr. – holubinka celokrajná
- Russula postiana Romell 1912
- Russula praetervisa Sarnari 1998
- Russula pseudo-olivascens Kärcher – holubinka naolivovělá
- Russula pseudoaeruginea (Romagn.) Kuyper & Vuure 1985
- Russula pseudoaffinis Migl. & Nicolaj 1985
- Russula pseudoimpolita Sarnari 1987
- Russula pseudointegra Arnould & Goris – holubinka ruměná
- Russula pseudopuellaris (Bon) Bon 1981
- Russula puellaris Fr. – holubinka dívčí
- Russula puellula Ebbesen, F.H.Møller & Jul.Schäff. 1937 – holubinka dceruščina
- Russula pulchella I.G.Borshch. – holubinka parková
- Russula pulchrae-uxoris Reumaux 1994
- Russula pungens Beardslee 1918

## Q
- Russula queletii Fr. in Quél. – holubinka Quéletova

## R
- Russula raoultii Quél. – holubinka Raultova
- Russula renidens Ruots., Sarnari & Vauras 1998
- Russula rhodella E.-J. Gilbert
- Russula rhodopoda Zvára – holubinka rudotřenná
- Russula rigida Velen. 1920 – holubinka bukovka
- Russula risigallina (Batsch) Sacc. – holubinka měnlivá
- Russula romellii Maire – holubinka Romellova
- Russula rosea CPers. 1796 – holubinka sličná
- Russula roseicolor J. Blum
- Russula rubens R. Heim 1938
- Russula ruberrima Romagn. 1950
- Russula rubra (Lam. : Fr.:) Fr. nom. illeg. – holubinka červená
- Russula rubroalba (Singer) Romagn. 1967
- Russula rutila Romagn. 1952

## S
- Russula salmoneolutea Landa et Fellner – holubinka lososovožlutá
- Russula sanguinaria (Schumach.) Rauschert 1989 – holubinka krvavá
- Russula sanguinea (Bull. ex St. Amans) Fr. – holubinka krvavá
- Russula sardonia Fr. 1838 – holubinka jízlivá
- Russula scotica A. Pearson 1939
- Russula sericatula Romagn. 1958
- Russula silvestris (Singer) Reumaux 1996 – holubinka lesní
- Russula solaris Ferd. & Winge – holubinka sluneční
- Russula sororia Fr. – holubinka sesterská
- Russula sphagnophila Kauffman – holubinka rašeliníková
- Russula stenotricha Romagn. 1962
- Russula subfoetens Wm.G.Sm. – holubinka páchnoucí
- Russula subrubens (J.E.Lange) Bon – holubinka mokřadní
- Russula subterfurcata Romagn. 1967

## T
- Russula taeniospora Einhell. 1986
- Russula torulosa Bres. 1929 – holubinka angreštová
- Russula turci Bres. 1881 – holubinka Turkové

## U
- Russula unicolor Romagn. 1967

## V
- Russula velenovskyi Melz. et Zv. – holubinka Velenovského
- Russula venosopurpurea Pers. 1796
- Russula versatilis Romagn. 1962

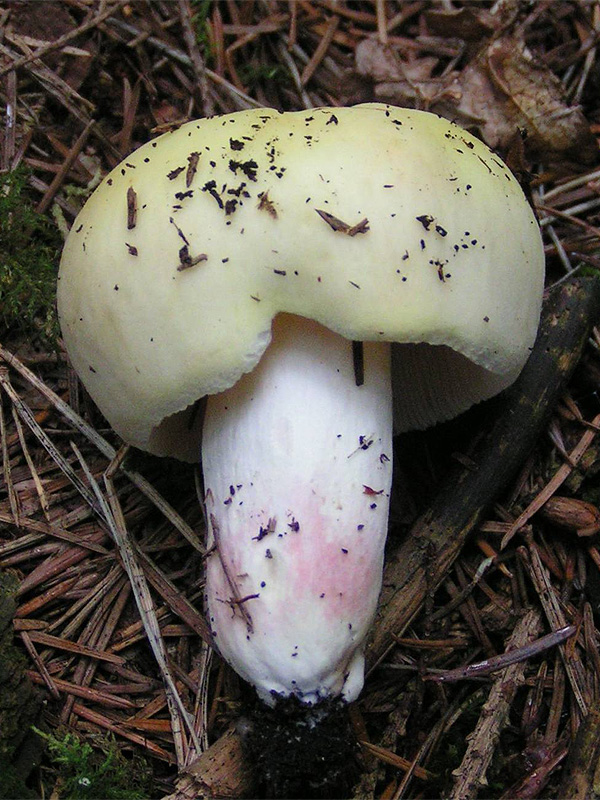
Holubinka fialovonohá

- Russula versicolor – holubinka unylá
- Russula vesca Fr. 1836 – holubinka mandlová
- Russula veternosa Fr. 1838 – holubinka mdlá
- Russula vinosa Lindblad 1901 – holubinka tečkovaná
- Russula vinosobrunnea (Bres.) Romagn. 1967 – holubinka vínověhnědá
- Russula vinosopurpurea Jul. Schäff. 1938 – holubinka vínověnachová
- Russula violacea Quél. – holubinka klamná
- Russula violeipes Quél. 1898 – holubinka fialovonohá
- Russula virescens (Schaeff. ex Zanted.) Fr. – holubinka nazelenalá
- Russula viscida Kudrna 1928 – holubinka lepkavá

## X
- Russula xanthophaea Boud. 1894[1]
- Russula xanthoporphyrea Thiers 1997[1]
- Russula xenochlora P.D.Orton 1999
- Russula xerampelina (Schaeff.) Fr. – holubinka révová
- Russula xylophila Beeli 1936[1]

## Z
- Russula zonatula Ebbesen & Jul. Schäff. 1952 – holubinka pásečkatá
- Russula zvarae Velen. 1922 – holubinka Zvárova

## Seznam zdrojů
- Rudolf Novotný, František Kotlaba, Zdeněk Pouzar: Přehled československých hub, str. 359. Nakladatelství Academia, Praha, 1972.
- Prof. Dr. Karel Cejp: Houby II, Nakladatelství ČSAV, 1956.
- Rod holubinka na Biolibu
- Rod holubinka na Nahuby.sk